# Moses for Mere Mortals
Moses for Mere Mortals (MMM) é um conjunto de scripts de software livre que facilita a instalação e a utilização do sistema de tradução automática Moses.
A primeira versão foi publicada em novembro de 2009. A versão atualizada está disponível no sítio Web do sistema Moses.
Com esta aplicação, o utilizador pode instalar e treinar o Moses com os pares linguísticos que desejar, desde que disponha de uma quantidade significativa de textos (corpora) traduzidos para essa combinação linguística.  Pode treinar-se o sistema com textos relevantes para o trabalho a realizar e/ou com corpora disponíveis na Internet.